# 当今大马
當今大馬，是馬來西亞的一個網上新聞媒體，由顏重慶和詹德兰（Premesh Chandran）於1999年11月20日联手创办。目前拥有中文、英文、馬來文及淡米爾文4個語言供选择。當今大馬同時也是制作和發布新聞視頻 KiniTV 的拥有人。
《当今大马》也是马来西亚第一家正規新聞網，同时也是大马「中文网络媒体」的先驱者。與馬來西亞大多數新聞媒體不同，當今大馬不受馬來西亞政府監管。它的政治立場是有爭議的，因為它聲稱是獨立的，但親巫統媒體都認為它是親民联和希望联盟。《当今大马》也被中国政府视为批评性媒体而在中国大陆被封锁。

## 创立历史
《当今大马》于1999年11月20日创立，首任总编辑是顔重庆，他与詹德兰（Premesh Chandran）是该网站的同共创始人。在创办之初，《当今大马》坐落在八打灵再也14区一栋办公楼的第4楼，仅有6名正式员工和数名自愿工作人员，以采访1999年马来西亚全国大选。其网站報道的第一則新聞是揭露馬來西亞發行量最大的中文報紙《星洲日報》修改照片做法，以阿都拉·巴达威的头像取代了安华·依布拉欣的批評。根據英国广播公司（BBC）指出，《当今大马》的報道使《星洲日報》臭名昭著，更迫使《星洲日報》在网络论坛上公開道歉。
一年之內，《当今大马》的日均瀏覽量達到100,000人次，使之成為馬來西亞其中一個最受歡迎的新聞網站的。其員工數量亦因此上升至12人。於2012年1月，Alexa Internet的數據顯示《当今大马》是馬來西亞瀏覽量第14高的網站。然而，《当今大马》的做法並不受政府及商界的歡迎，因此其廣告告收入較少。
於2002年，顏重慶指出《当今大马》經常被黑客入侵，他相信黑客是政府派來的。該網站於2011年4月和7月再次被黑客入侵，而這次入侵的黑客也很可能是政府派來的。
於2003年1月20日，《当今大马》辦工室被警方突擊搜查，並被沒收了網站伺服器和15台新聞中心電腦，總值約150,000馬幣。之後，巫统以調查煽動叛亂為由調查了《当今大马》的網站和員工。網站於突擊搜查10小時後重啟。最终《当今大马》并没有被政府提控 ，但被沒收的網站伺服器和電腦直到两年后才归还，一些记者之后也被拒绝参加政府部长和警察举行的新闻发布会。
2005年7月下旬，《当今大马》增设中文版，由主编杨凯斌率领黄凌风及郭史光庆2名成员经营，同年11月1日开始订阅收费服务。《当今大马》中文版推出后，就以生动、深入的方式报导新闻而获得好评。这些课题包括马华与民政的党选，警方滥权事件、裸蹲女郎事件，媒体垄断，亵渎先知漫画事件，董校风波，反对燃油涨价，第九大马计划，砂州党选以及两任首相马哈迪·莫哈末与阿都拉·巴达威的冲突等等。
在推出马来文、英文和中文版本后，受到兴权会在2007年的示威活动影响，《当今大马》不停收到读者要求，希望推出淡米尔文版。在2008年2月24日，《当今大马》与时事月刊出版社Semparuthi Publications合作，共同推出淡米尔版本，使其成为马来西亚首个提供四种不同语文的新闻媒体。淡米尔版本由威卡达尼亚（Ji Wi Kathaiah）率领5名人员在吉隆坡孟沙的办公室与其他三种语文的编辑部一同经营，以深入分析印裔社会重大课题。
2011年10月，《当今大马》中文版和《独立新闻在线》联合推出订阅计划，以帮助后者寻求继续经营。同年12月，《当今大马》与另一份马来西亚历史悠久的英文日报《马来邮报》组成合作伙伴关系，互相分享新闻内容。总编辑顔重庆强调，该项合作不会影响《当今大马》的编辑方针，同时也会刊登另一家时事网站Mole.my的内容。
2021年2月19日，《当今大马》因读者留言藐视马来西亚司法体制，被联盟法庭裁判罪名成立，罚款50万令吉。总编辑颜重庆闻判后直言，这项裁决是企图打压与关闭《当今大马》，且受罚原因不是因为新闻内容，而是读者留言，对此深表失望，并担心这项裁决将产生寒蝉效应。其网站也呈现一片黑白色，以视对判决结果感到失望。《当今大马》在判决后，呼吁读者和社会力量发起众筹活动，成功在5个小时内达到筹款目标，筹集超过50万令吉。尽管众筹活动已在当天截止，《当今大马》维护媒体基金共筹得74万9371令吉，总执行长詹德兰（Premesh Chandran）于2月23日亲赴法院缴付50万令吉的罚款。同年7月2日，《当今大马》因2012年劳勿澳洲金矿公司起诉其网站及3名记者撰写及刊登诽谤文章，其上诉申请被联邦法庭五司以3比2裁判败诉，需支付赔偿和堂费总共55万令吉。总编辑颜重庆表示，联邦法院的裁决严重打击媒体履职，报导涉及公共利益新闻的努力。颜重庆称在另一起金矿公司起诉这些居民的案件中，法庭裁定居民胜诉，认为他们有权表达对金矿开采的疑虑，不过在本案，法院却裁定《当今大马》在报导居民的言论时犯下诽谤行为。执行长詹德兰指法院五司的裁决并非一致，当中多有分歧，尤其诽谤法律的灰色地带仍充满着争议。

## 报导风格

### 特殊情况
2015年4月1日 ，《当今大马》为抗议政府当局祭出煽动法令，逮捕调查来自《马来西亚局内人》的媒体同道，《当今大马》网站的三语主页披上黑白色页面，以表达对政府和警方高压手段的不满。
2021年2月19日，《当今大马》英文版因读者留言涉嫌贬低马来西亚司法体制，被联邦法院判处藐视法庭罪名成立罚款50万令吉，其网站呈现一片黑白色，以视对判决结果感到失望。
2024年12月4日，《当今大马》因支持同业媒体抗议安华政府计划修订《1984年印刷及出版法令》在国会大厦外集会，从早上9点30分至中午期间转为黑白页面，以声援集会。

## 争议

### 封杀新闻
2012年5月22日，《星洲日报》指控中文版《当今大马》和《独立新闻在线》封锁了马华公会前总会长林良实于该年5月14日接受《星洲日报》的个人独家访谈，并批评网媒长期躲在正义的光环下，遇到真正情况考验，却是讲一套做一套，难掩口是心非虚伪嘴脸。

### 被马华公会批评
2015年10月9日，执政党国民阵线成员党马华公会不满媒体追问它对马华前总会长林良实批评首相纳吉·阿都拉萨“拿人钱”的立场，力斥《当今大马》提问方式不专业与不客观，让马青团长张盛闻踩陷阱。马华在其网站发布文章，指责“《当今大马》一如以往以非常不专业，不客观的提问方式采访”。该网站说：“在提问时，不仅‘预设立场’，更是‘预打标题’，设下无论张盛闻如何回答，都会落入其陷阱的问题。”。此外马华网站也称，《当今大马》记者的问题，“令在场其他报导公正，中立的媒体大感摇头”。
针对这起事件，《当今大马》认为，马华所抛出的“不专业、不客观”指责有欠公允，并强调媒体作为社会公器，须善尽问责的职责。《当今大马》也认为，林良实“拿人钱”言论攸关重大的公共课题，而马华公会作为执政党成员，应该正面和具体的回应提问，而不是通过指责媒体来逃避公共检视。

### 诽谤内容的指控
2014年6月5日，《当今大马》刊登一篇《巴德鲁促查金钱政治谣言，西维尔驳斥为“人格谋杀”》 的报导，内容引述了人民公正党党员巴德鲁希山指控2014年公正党党选中出现舞弊行为，而同属公正党的雪兰莪斯里安达拉斯州议员西维尔对此反驳，引起争议。西维尔随后于6月12日召开记者会指责《当今大马》在还没等待他的回应，就刊登该新闻是不负责任的行为，并已破坏其的形象为由，要求《当今大马》或转载其新闻的单位公开道歉，否则将向对方采取法律行动。《当今大马》也同日发文证实，在还没有弄清和查实消息来源的实情下刊登这则新闻，导致严重破坏西维尔的声誉向他道歉。
2020年11月20日，《当今大马》因报导行动党蕉赖区国会议员陈国伟指控时任联邦直辖区部长安努亚慕沙上任后，就已售卖42块吉隆坡市政局土地予私人界的相关文章。安努亚慕沙随着向指控他售卖所拥有土地的陈国伟、《当今大马》及总编辑颜重庆发出律师信，计划起诉3造涉及诽谤。同年12月7日，安努亚慕沙在推特宣布，陈国伟到访其国会办公室向他递交了一封道歉信，并撤回了他的声明。2天后，安努亚慕沙在与律师商讨后，接受陈国伟的道歉，同时撤销所有指控。
2021年3月26日，巫统主席阿末扎希不满《当今大马》针对他的腐败审判的报道，入禀法庭起诉《当今大马》刊登的22篇健思基金案文章和一些读者留言涉嫌诽谤。阿末扎希的法律团队断言，《当今大马》错误报导或陈述法庭程序，并负面中伤巫统领袖，要求《当今大马》 赔偿2亿2000万令吉的赔偿金，同时亦申请禁止令，禁止《当今大马》进一步刊登被认为有诽谤性的文章及网民的评论。2024年7月18日，阿末扎希宣布，他在咨询了律师的建议后，决定撤回针对《当今大马》的诽谤起诉，以尊重高等法院去年9月4日结束其刑事提控，结束这宗为时3年半左右的民事诉讼。
2021年4月26日，《当今大马》因刊登一则《副警察总长形容少女被恐吓强奸可能是开玩笑》的报导后，隔日被马来西亚内政部传召，要求解释新闻报导。武吉阿曼公关部斯甘达古鲁警监当日也发出文告，指《当今大马》网站对阿克里沙尼举行的新闻发布会上发表演讲时，未能提供全部内容。《当今大马》随着也撤下了报导。

### 法律诉讼

#### 劳勿澳洲金矿公司文章诽谤案
2012年9月，劳勿澳洲金矿公司（RAGM）起诉《当今大马》及其3名记者撰写及刊登有关该公司在彭亨劳勿武吉高原的金矿开采业务的三篇文章和两段视频，涉及诽谤及影响其商誉。2016年5月23日，吉隆坡高庭法院宣布接受《当今大马》提出的“有限免控权”（qualified privilege）或“雷诺兹特权”（Reynolds privilege）的抗辩方式，也接受“中立报道特权”（neutral reportage privilege）的论点，并称“雷诺兹特权”是包含“中立报道特权”，因此撤销了对《当今大马》及另外三名记者王德齐、李永杰和Victor Tan的控状，并要求劳勿澳洲金矿公司需赔偿5万令吉堂费给答辩人。劳勿澳洲金矿公司随着向上诉法院提出上诉，成功推翻高庭的裁决。2018年1月11月，上诉法院裁定《当今大马》败诉，需赔偿劳勿澳洲金矿私人有限公司20万令吉，并支付堂费15万令吉。7月，《今当大马》取得联邦法院的准令，以挑战上诉法院的裁决。2021年7月2日，联邦法院五司以3比2作出裁判，《当今大马》未能以公平和中立的方式报道内容，同时认为《当今大马》不能仅仅依靠雷诺兹特权对报导内容的辩护，因此驳回《当今大马》的上诉申请和维持2018年上诉法院的裁决，另判决《当今大马》需支付20万令吉给联邦法院的诉讼费用。《当今大马》总共需支付55万令吉。

#### 新闻短片涉不当字眼事件
2016年7月26日，《当今大马》在其《KiniTV》网站上载两则马来语与英语的新闻短片。影片是前巫统峇都加湾区部副主席凯鲁丁·阿末·哈山在接受媒体采访时，辱骂总检察长莫哈末阿班迪阿里的新闻短片。凯鲁丁在采访中指责总检察长阿班迪拒绝检控一个马来西亚发展有限公司丑闻是「废材」（haprak）的表现，并要求阿班迪为此辞职。马来西亚通信与多媒体委员会在接获总检察署的投报后，以该短片使用不当字眼，具有攻击性，涉嫌违反通讯及多媒体法令第233条文，要求《KiniTV》撤下这两支短片。《当今大马》总编辑颜重庆以基于媒体职责，报导攸关公众利益的课题为由，拒绝撤下两支短片，只是拿掉短片中凯鲁丁指责阿班迪废材的说词。11月15日 ，大马通讯及多媒体委员会突击搜查《当今大马》办公室，并取走两台电脑，以调查有关新闻短片。然后在11月18日，大马总检察署正式起诉《KiniTV》、《当今大马》总编辑颜重庆和总執行長詹德兰（Premesh Chandran）触犯《1998年通讯与多媒体法令》第233条破坏与冒犯他人形象条文，各自面控2項罪名，但颜重庆否认控罪，以2000令吉保外候审。而在短片中辱骂总检察长的凯鲁丁则没被提控，人权组织批评此案是严重侵犯新闻自由。2018年5月，《当今大马》律师团也入禀法庭挑战上述提控，认为政府援引控状违宪，且侵犯互联网的言论自由。最终于2018年9月20日，总检察署撤销罪状，吉隆坡地庭宣判《当今大马》和《KiniTV》两名董事颜重庆和詹德兰无罪释放。

#### 读者留言贬低马来西亚司法体制
2020年6月16日，马来西亚总检察长依德鲁斯·哈伦对6月9日《当今大马》英文版的「首席大法官下令所有法庭从7月1日起恢复运作」（CJ orders all courts to be fully operational from July 1）报道下的5个读者留言涉嫌贬低马来西亚司法体制，亲自入禀联邦法院起诉《当今大马》及其总编辑颜重庆藐视法庭，联邦法院于6月17日批准其诉讼申请。6月24日，《当今大马》代表律师要求法院撤销6月17日发出的藐视法庭的审讯准令，但不获批准。7月2日，案件正式被联邦法院授启动审讯程序。2021年2月19日，联邦法院七司以6比1作出裁判，总编辑颜重庆罪名不成立，但《当今大马》读者留言藐视法庭罪名成立，罚款50万令吉。该案件也引起社会广泛关注，担忧对讨论公共利益的问题所产生的寒蝉效应。国际特赦组织人权观察与大赦国际评论，此案显示马来西亚正倒退回政府试图审查和控制媒体和言论自由的糟糕时期。
在联邦法院裁定藐视法庭罪名成立，并罚款50万令吉的3个月之后，《当今大马》于同年5月12日向联邦法院申请，要求检讨和搁置「藐视法庭」罪名有关的判决，理由是牵涉特定的课题，而《当今大马》未获得陈词的机会，违反了自然公正的规则。2022年3月28日，联邦法院7司一致驳回《当今大马》的申请，不允检讨藐视法庭罪。